# 一関市立滝沢小学校
一関市立滝沢小学校（いちのせきしりつ たきざわしょうがっこう）は、岩手県一関市滝沢にある公立小学校。略称は滝小（たきしょう）。

## 概要
学制の発布により1873年に開校した小学校である。校名に「滝沢」を冠しているのは、この地区一帯が滝沢地区であることに由来している。
校歌と校章はともに1954年に制定された。校歌は岩渕実が作詞し、古藤孝子が作曲した。歌は3部で構成しており、地区内を流れる滝沢川などが歌詞に盛り込まれている。校章は岩渕実が考案し、照井トシ子が補筆した。同地区は古来より和紙の製造が盛んであったことから、その原料の「楮」の葉を象り地方を象徴したものである。

## 沿革
- 1873年（明治6年）7月 - 学制発布に伴い、第八大学区第二十一中学区滝沢小学校[6]として長壽寺（滝沢字寺下50）に開校[3][7]。
- 1877年（明治10年）1月 - 滝沢字道目木・字泥畑・字竹中の民家を借用し、それぞれ分教場を開設。校名は一番・二番・三番分教場[8]。
- 1882年（明治15年）3月 - 各分教場を廃止し、本校へ統合[9]。
- 1883年（明治16年）6月 - 「西磐井郡公立滝沢小学校」に改称[3]。
- 1892年（明治25年）4月 - 「真滝村立滝沢小学校」に改称[3]。
- 1893年（明治26年）4月 - 滝沢字道目木に道目木分教場を開設[10]。
- 1894年（明治27年）3月 - 道目木分教場の校舎を落成[9]。
- 1896年（明治29年）6月 - 滝沢字寺下2番地（現：特別養護老人ホーム明生園）に木造平屋建ての校舎を落成[11][3]。校舎は学区民の寄付による[9]。
- 1898年（明治31年）5月 - 補習科を併設[12]。
- 1901年（明治34年）4月 - 補習科に代わって高等科2か年を併設し、「真滝村立滝沢尋常高等小学校」に改称[3][13]。
- 1904年（明治37年）3月31日 - 道目木分教場を廃止し、本校へ統合[13]。
- 1908年（明治41年）
  - 校地を拡張[9]。
  - 6月 - 校舎を増築し、2階建てとなる[14]。
- 1931年（昭和6年）7月 - 新校舎と講堂を落成[3]。
- 1935年（昭和10年）4月 - 青年学校令施行に伴い、真滝村立滝沢男子青年学校を併設[15]。
- 1941年（昭和16年）4月1日 - 国民学校令施行に伴い、「真滝村立滝沢国民学校」に改称[14]。
- 1947年（昭和22年）4月1日 - 学校教育法施行に伴い、「真滝村立滝沢小学校」に改称。真滝村立真滝中学校を併設[3][16]。
- 1948年（昭和23年）4月1日 - 町村合併に伴い、「一関市立滝沢小学校」に改称[3][7]。
- 1949年（昭和24年）10月 - 校舎を講堂西側に増築（2教室分）[14]。
- 1952年（昭和27年）10月16日 - 真滝中学校が独立校舎の落成に伴い、移転[16][14]。
- 1953年（昭和28年）9月 - 校旗を制定[14]。
- 1954年（昭和29年）12月 - 南校舎跡地に木造2階建ての新校舎を落成。校章（考案：岩渕実、補筆：照井トシ子[5]）と校歌（作詞：岩渕実、作曲：古藤孝子）を制定[4]。
- 1963年（昭和38年）9月 - 南校舎跡地前に庭園と中庭観察池を設置[3]。
- 1968年（昭和43年）4月 - 特殊学級を開設[3]。
- 1969年（昭和44年）11月 - 給食室を落成[14]。
- 1972年（昭和47年）7月 - 屋外プールを落成[14]。
- 1982年（昭和57年）4月 - 文部省より勤労生産学習校に指定[3]。
- 1992年（平成4年）
  - 7月 - 新校舎を落成。旧校舎見納式典を挙行。旧校舎跡地に記念碑を設置[14]。
  - 8月 - 新校舎に移転[3]。
- 1993年（平成5年）
  - 1月 - 新体育館を落成[3]。
  - 2月 - 新校舎・屋内運動場落成記念式典を挙行[3]。
  - 8月 - 屋外プールを落成[3]。
  - 10月 - 郷土資料棟を落成[14]。
- 1998年（平成10年）6月 - 特別養護老人ホーム明生園との里孫体験学習を開始[3]。
- 1999年（平成11年）4月 - 岩手県社会福祉協議会よりボランティア協力校に指定（3年間）[3]。
- 2001年（平成13年）4月 - 豊かな心をはぐくむ教育推進事業として、郷土芸能「牧澤神楽」の伝承活動を開始[3]。
- 2011年（平成23年）
  - 3月11日 - 東北地方太平洋沖地震により校舎が被災。被害額は113万3千円[17]。
  - 4月 - 東日本大震災で被災した陸前高田市立高田小学校への支援活動を実施[3]。

## 教育目標

### 具体目標
- わかるまで考える子
- 思いやりのある子
- 元気で活動する子

出典：

## 学校活動
主な学校活動（行事）を掲載。
1学期
- 4月 - 紹介式、始業式、入学式、1年生を迎える会
- 5月 - 運動会
- 6月 - プール開き、修学旅行（6年生）
- 7月 - 終業式（夏休み）

2学期
- 8月 - 始業式、宿泊学習（5年生）
- 9月 - 校内水泳記録会、一関地方独唱大会、ふるさと学習、一関地方小学校陸上競技大会
- 10月 - 学習発表会
- 11月 - 図書館まつり、音楽発表会（3・4年生）
- 12月 - 終業式（冬休み）

3学期
- 1月 - 始業式
- 2月 - 6年生を送る会
- 3月 - 修了式、卒業式（春休み）、離任式

## 施設概要
主な施設を掲載。
- 校舎（2,715 m2） - 1992年落成の鉄筋コンクリート造2階建て。真上から見るとT字型となっており、コンパクトにまとめられている。オープンスペース型の教室を採用したり、昇降口そばには多目的スペースを配置している。1994年には平成6年度公立学校優良施設に選定され、文教施設協会協会賞（多様な学習空間部門）を受賞した[2]。
- 郷土資料棟
- 体育館（828 m2[1]） - 鉄骨造平屋建て[20]
- 屋内プール
- 校庭（15,613 m2） - 市内の小学校では千厩小学校、興田小学校に次いで広い[1]。
- 滝沢児童クラブ（放課後児童クラブ） - 校舎と隣接[21]

## 児童・学級数
2000年度以降の児童数と学級数の推移。
| 年度                                          | 児童数    | 増減 | 学級数 | 増減 | 出典   | 備考 |
| --------------------------------------------- | --------- | ---- | ------ | ---- | ------ | ---- |
| 2000（平成12）年度                            | 195       |      | 7      |      | [ 22 ] |      |
| 2001（平成13）年度                            | 202       | 7    | 7      | 0    | [ 23 ] |      |
| 2002（平成14）年度                            | 192       | －10 | 8      | 1    | [ 24 ] |      |
| 2003（平成15）年度                            | 186（2）  | －6  | 8（2） | 0    | [ 25 ] |      |
| 2004（平成16）年度                            | 178（6）  | －8  | 8（2） | 0    | [ 26 ] |      |
| 2005（平成17）年度                            | 172（8）  | －6  | 9（3） | 1    | [ 27 ] |      |
| 2006（平成18）年度                            | 162（8）  | －10 | 9（3） | 0    | [ 28 ] |      |
| 2007（平成19）年度                            | 161（9）  | －1  | 9（3） | 0    | [ 29 ] |      |
| 2008（平成20）年度                            | 159（7）  | －2  | 9（3） | 0    | [ 30 ] |      |
| 2009（平成21）年度                            | 159（5）  | 0    | 9（3） | 0    | [ 31 ] |      |
| 2010（平成22）年度                            | 151（7）  | －8  | 8（2） | －1  | [ 32 ] |      |
| 2011（平成23）年度                            | 155（6）  | 4    | 8（2） | 0    | [ 33 ] |      |
| 2012（平成24）年度                            | 155（12） | 0    | 8（2） | 0    | [ 34 ] |      |
| 2013（平成25）年度                            | 146（12） | －9  | 9（3） | 1    | [ 34 ] |      |
| 2014（平成26）年度                            | 156（11） | 10   | 8（2） | －1  | [ 34 ] |      |
| 2015（平成27）年度                            | 150（10） | －6  | 8（2） | 0    | [ 34 ] |      |
| 2016（平成28）年度                            | 158（9）  | 8    | 8（2） | 0    | [ 34 ] |      |
| 2017（平成29）年度                            | 167（7）  | 9    | 8（2） | 0    | [ 34 ] |      |
| 2018（平成30）年度                            | 150（4）  | －17 | 8（2） | 0    | [ 34 ] |      |
| 2019（令和元）年度                            | 157（6）  | 7    | 8（2） | 0    | [ 34 ] |      |
| 2020（令和2）年度                             | 150（4）  | －7  | 8（2） | 0    | [ 34 ] |      |
| 2021（令和3）年度                             | 148（5）  | －2  | 8（2） | 0    | [ 34 ] |      |
| 2022（令和4）年度                             | 142（5）  | －6  | 8（2） | 0    | [ 34 ] |      |
| 2023（令和5）年度                             | 134（5）  | －8  | 8（2） | 0    | [ 35 ] |      |
| ※児童数・学級数内の（）は特別支援児童・学級数 |           |      |        |      |        |      |

## 学区
- 一関市真滝地区（滝沢・真柴）
  - 真滝7区、8区、10区、11区
  - 真滝9区、12区（一部）
  - 水口区

出典：

## 進学先の中学校
- 一関市立真滝中学校（一関市滝沢） - 1947年度から2007年度
- 一関市立一関東中学校（一関市滝沢） - 2008年度以降[36]

## アクセス
大船渡線沿い、滝沢字寺下の高台に位置している。

### 鉄道
- 真滝駅（JR東日本・大船渡線）から車で約2分、徒歩で約13分

### バス
- 「滝沢小学校入口」バス停（一関市営バス）から徒歩で約5分

### 自動車
- 国道284号（真滝バイパス）のT字路交差点（滝沢字九鬼）から旧国道284号と市道経由で約3分
- 国道284号（真滝バイパス）の真滝郵便局そばの交差点から旧国道284号と市道経由で約4分

## 周辺
- 長壽寺
- 滝沢市民センター
- 特別養護老人ホーム明生園（旧校舎跡地）

## ギャラリー

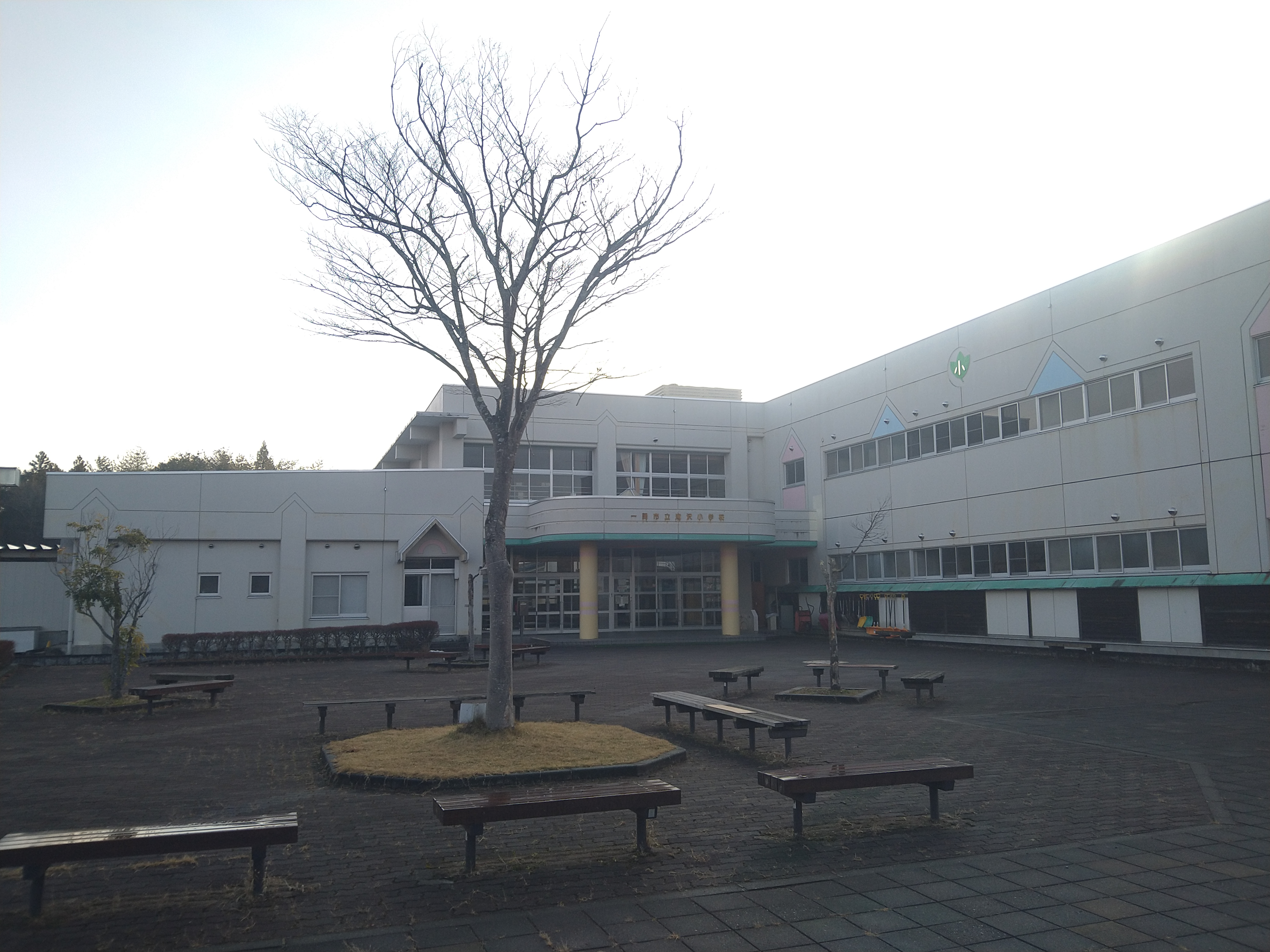
正面玄関
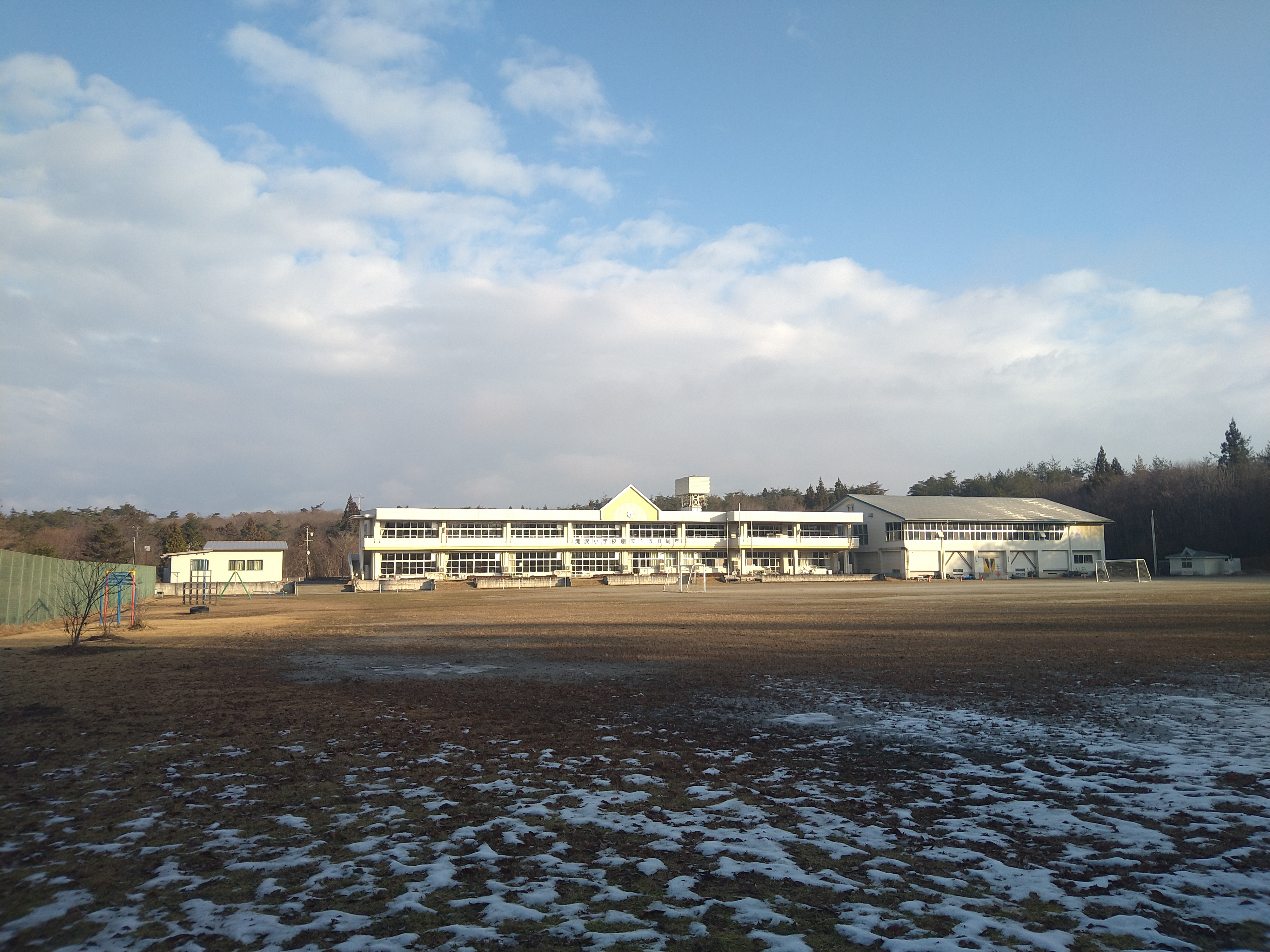
校庭よりの校舎全景
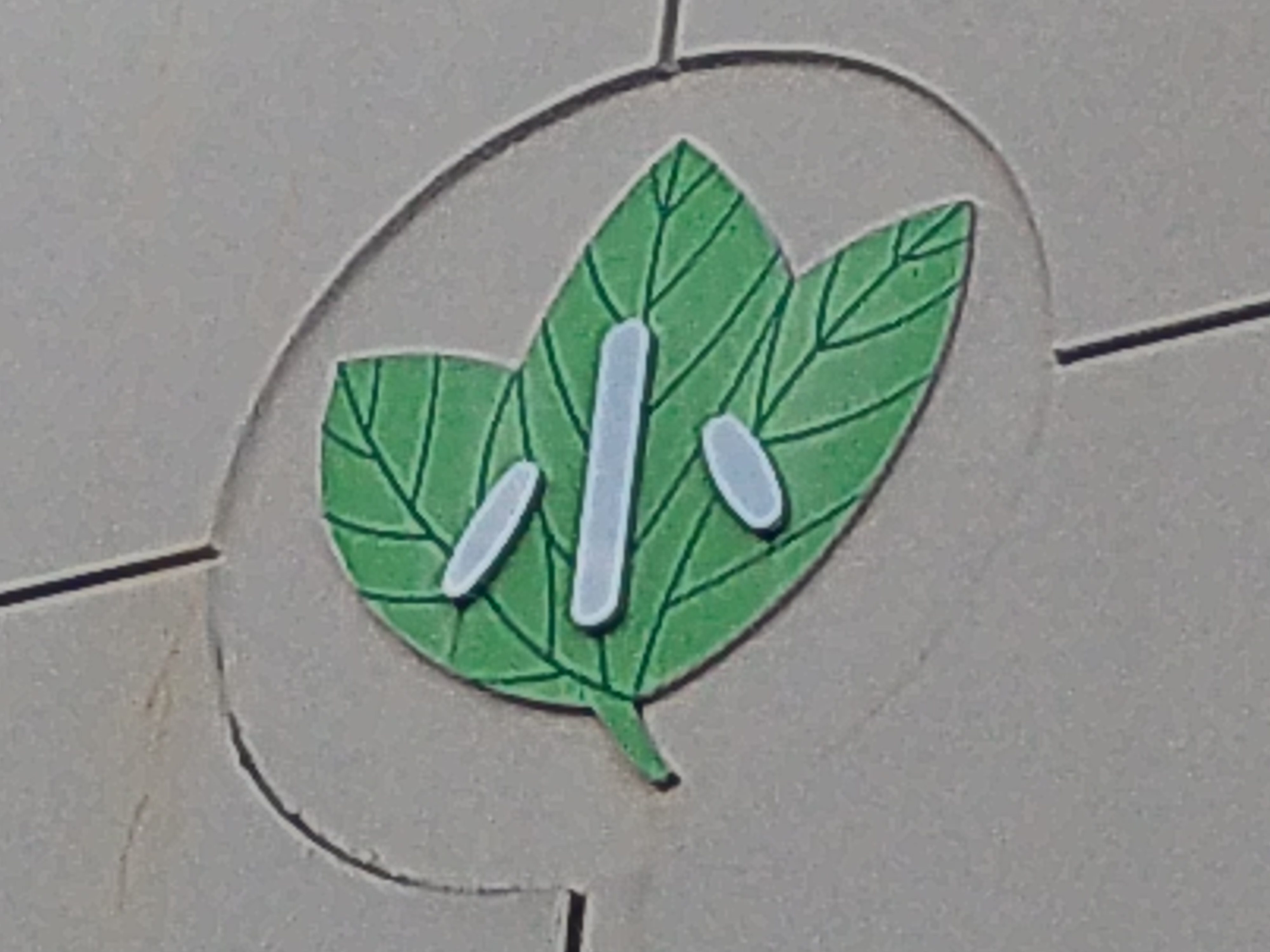
校章
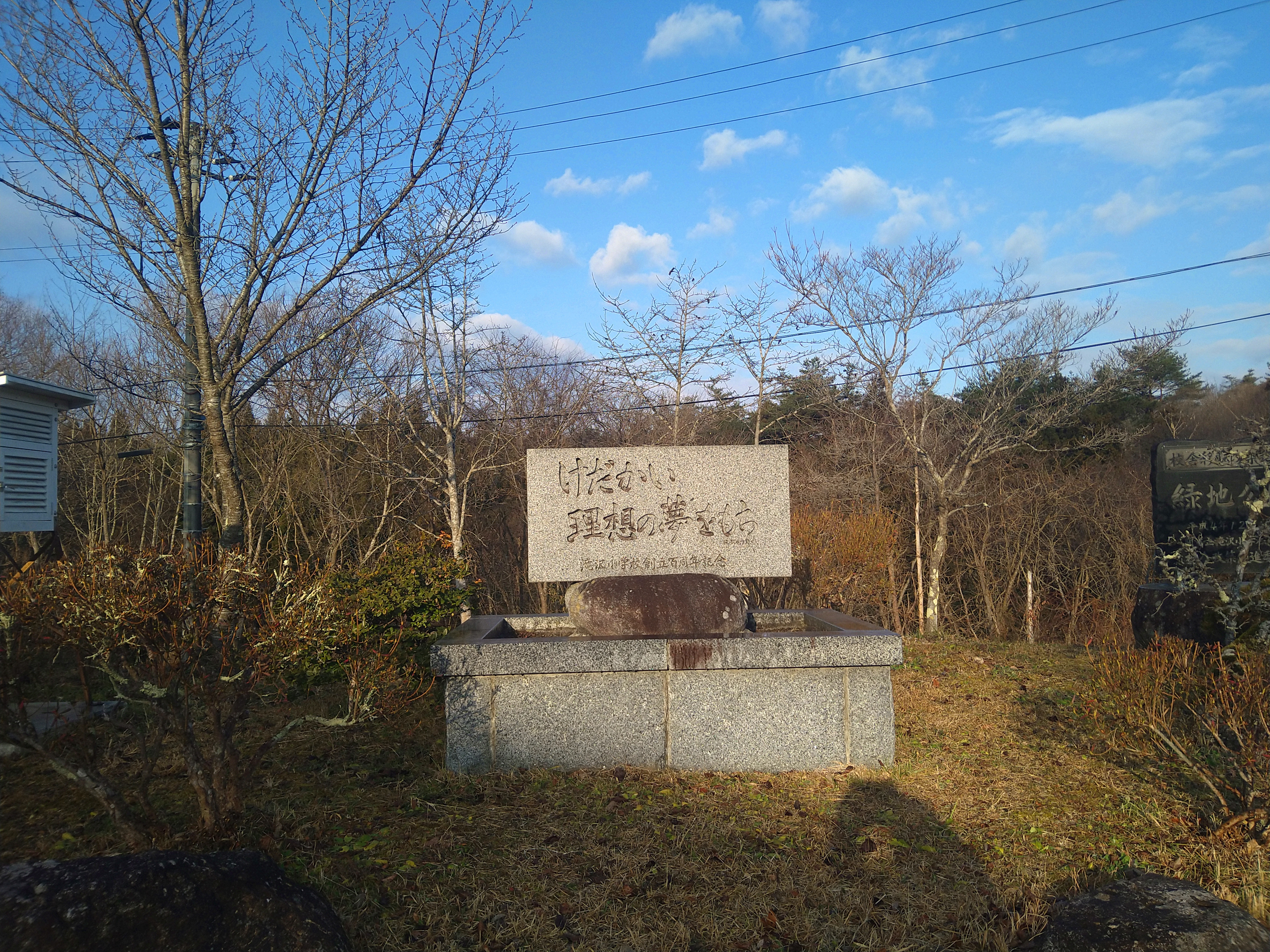
100周年記念碑
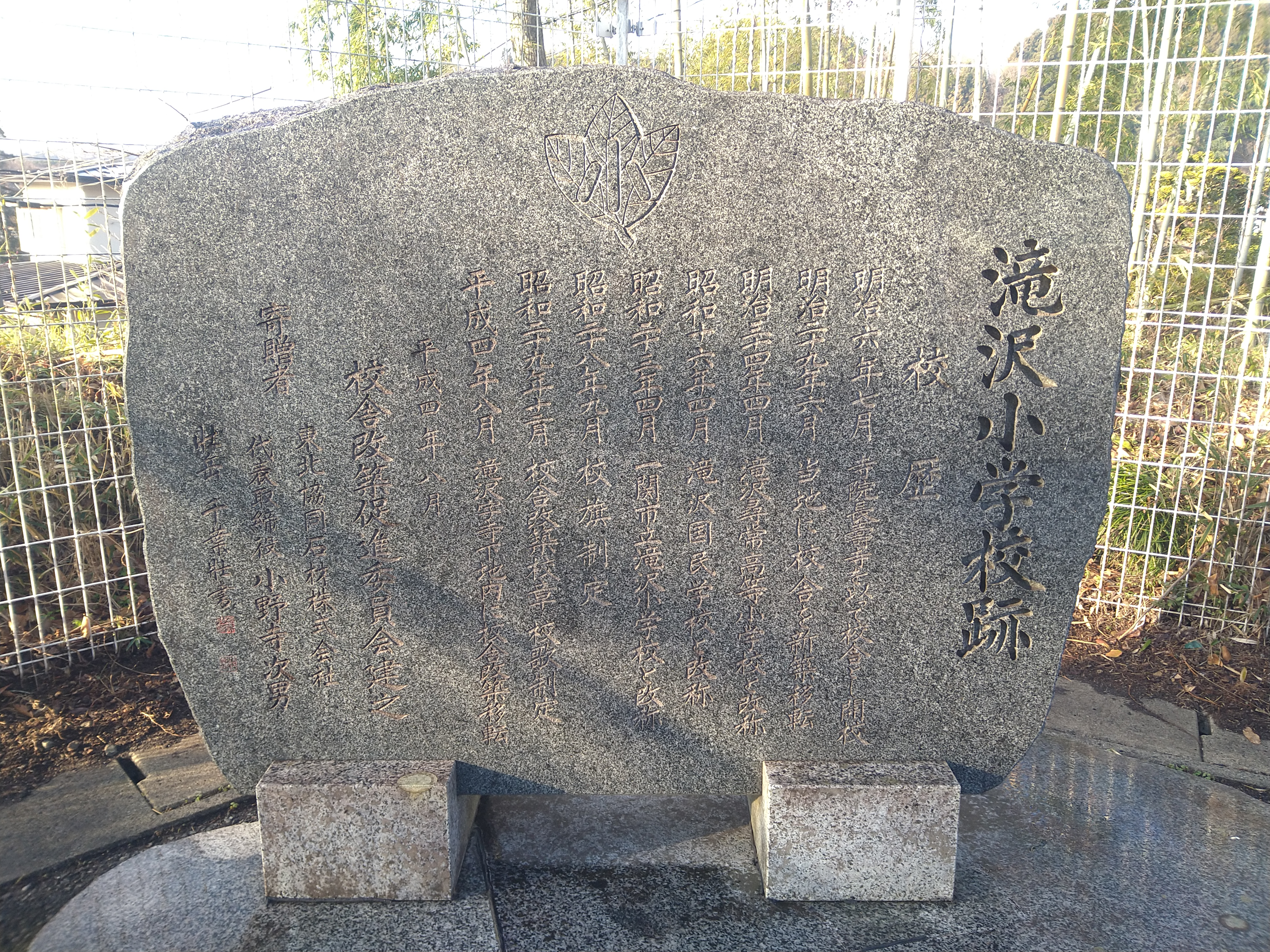
旧校舎跡地記念碑